# Billie Jean King Cup 2022 – zóna Asie a Oceánie
Zóna Asie a Oceánie Billie Jean King Cupu 2022 byla jednou ze tří zón soutěže, které se účastní státy ležící v Asii a Oceánii. Do kontinentální zóny Billie Jean King Cupu 2022 nastoupilo 24 družstev, z toho šest jich hrálo v 1. skupině a dalších osmnáct ve dvou dějištích 2. skupiny. Její součástí se stala závěrečná baráž.

## 1. skupina
- Místo konání: Megasaray Tennis Academy, Antalya, Turecko (antuka, venku)
- Datum: 12.–16. dubna 2022
- Formát: Šest týmů hrálo v jediném základním bloku systémem každý s každým. Družstva na prvním a druhém místě postoupila do listopadové světové baráže 2022. Výběry na páté a šesté příčce sestoupily do 2. skupiny asijsko-oceánské zóny pro rok 2023.[1]

### Nasazení
| Koš                                                          | tým         | ITF | nas. |
| ------------------------------------------------------------ | ----------- | --- | ---- |
| 1.                                                           | Japonsko    | 18. | 1.   |
| 1.                                                           | Čína        | 22. | 2.   |
| 1.                                                           | Jižní Korea | 28. | 3.   |
| 1.                                                           | Indie       | 30. | 4.   |
| 1.                                                           | Indonésie   | 32. | 5.   |
| 1.                                                           | Nový Zéland | 35. | 6.   |
| ITF – žebříček ITF nasazení dle žebříčku z 8. listopadu 2021 |             |     |      |

### Blok
|   |             | JPN | CHN | IND | KOR | NZL | INA | Zápasy | Sety         | Hry            | Pořadí |
| 1 | Japonsko    |     | 2–1 | 3–0 | 2–1 | 3–0 | 3–0 | 13–2   | 26–6 (81 %)  | 182–97 (65 %)  | 1.     |
| 2 | Čína        | 1–2 |     | 3–0 | 2–1 | 3–0 | 3–0 | 12–3   | 25–6 (81 %)  | 177–110 (62 %) | 2.     |
| 4 | Indie       | 0–3 | 0–3 |     | 2–1 | 2–1 | 2–1 | 6–9    | 13–19 (41 %) | 127–155 (45 %) | 3.     |
| 3 | Jižní Korea | 1–2 | 1–2 | 1–2 |     | 3–0 | 3–0 | 9–6    | 20–15 (57 %) | 161–146 (52 %) | 4.     |
| 6 | Nový Zéland | 0–3 | 0–3 | 1–2 | 0–3 |     | 2–1 | 3–12   | 8–25 (24 %)  | 110–178 (38 %) | 5.     |
| 5 | Indonésie   | 0–3 | 0–3 | 1–2 | 0–3 | 1–2 |     | 2–13   | 6–27 (18 %)  | 109–180 (38 %) | 6.     |

#### Japonsko vs. Indie
| | Japonsko | 3 :                                                                    | 0   | Indie |    |  |
| --- | -------- | ---------------------------------------------------------------------- | --- | ----- | -- |  |
| Megasaray Tennis Academy, Antalya, Turecko 12. dubna 2022 antuka |          |                                                                        |     |       |    |  |
| \| \| \| \| 1. \| 2. \| 3. \| \| \| -- \| \| ---------------------------------------------------------------------- \| --- \| --- \| -- \| \| \| 1. \| \| Juki Naitóová Rutudža Bhosaleová \| 6 0 \| 6 4 \| \| \| \| 2. \| \| Mai Hontamová Ankita Rainová \| 6 4 \| 6 4 \| \| \| \| 3. \| \| Šúko Aojamová / Ena Šibaharaová Sowdžanja Bavisettiová / Rija Bhatiová \| 6 0 \| 6 4 \| \| \| \| \| \| \| \| \| \| \| \| \| \| \| \| \| \| \| \| \| \| \| \| \| \| \| \| \| \| \| \| \| \| \| \| \| \| \| \| \| \| \| |          |                                                                        |     |       |    |  |
| |          |                                                                        | 1.  | 2.    | 3. |  |
| 1. |          | Juki Naitóová Rutudža Bhosaleová                                       | 6 0 | 6 4   |    |  |
| 2. |          | Mai Hontamová Ankita Rainová                                           | 6 4 | 6 4   |    |  |
| 3. |          | Šúko Aojamová / Ena Šibaharaová Sowdžanja Bavisettiová / Rija Bhatiová | 6 0 | 6 4   |    |  |
| |          |                                                                        |     |       |    |  |
| |          |                                                                        |     |       |    |  |
| |          |                                                                        |     |       |    |  |
| |          |                                                                        |     |       |    |  |
| |          |                                                                        |     |       |    |  |

#### Čína vs. Nový Zéland
| | Čína | 3 :                                                              | 0   | Nový Zéland |    |  |
| --- | ---- | ---------------------------------------------------------------- | --- | ----------- | -- |  |
| Megasaray Tennis Academy, Antalya, Turecko 12. dubna 2022 antuka |      |                                                                  |     |             |    |  |
| \| \| \| \| 1. \| 2. \| 3. \| \| \| -- \| \| ---------------------------------------------------------------- \| --- \| --- \| -- \| \| \| 1. \| \| Jüan Jüe Vivian Yangová \| 7 5 \| 6 2 \| \| \| \| 2. \| \| Wang Čchiang Paige Houriganová \| 6 4 \| 6 0 \| \| \| \| 3. \| \| Sü I-fan / Jang Čao-süan Valentina Ivanovová / Erin Routliffeová \| 6 3 \| 6 1 \| \| \| \| \| \| \| \| \| \| \| \| \| \| \| \| \| \| \| \| \| \| \| \| \| \| \| \| \| \| \| \| \| \| \| \| \| \| \| \| \| \| \| |      |                                                                  |     |             |    |  |
| |      |                                                                  | 1.  | 2.          | 3. |  |
| 1. |      | Jüan Jüe Vivian Yangová                                          | 7 5 | 6 2         |    |  |
| 2. |      | Wang Čchiang Paige Houriganová                                   | 6 4 | 6 0         |    |  |
| 3. |      | Sü I-fan / Jang Čao-süan Valentina Ivanovová / Erin Routliffeová | 6 3 | 6 1         |    |  |
| |      |                                                                  |     |             |    |  |
| |      |                                                                  |     |             |    |  |
| |      |                                                                  |     |             |    |  |
| |      |                                                                  |     |             |    |  |
| |      |                                                                  |     |             |    |  |

#### Jižní Korea vs. Indonésie
| | Jižní Korea | 3 :                                                            | 0   | Indonésie |        |  |
| --- | ----------- | -------------------------------------------------------------- | --- | --------- | ------ |  |
| Megasaray Tennis Academy, Antalya, Turecko 12. dubna 2022 antuka |             |                                                                |     |           |        |  |
| \| \| \| \| 1. \| 2. \| 3. \| \| \| -- \| \| -------------------------------------------------------------- \| --- \| --- \| ------ \| \| \| 1. \| \| Han Na-re Beatrice Gumulyová \| 6 0 \| 6 3 \| \| \| \| 2. \| \| Čang Su-džong Aldila Sutjiadiová \| 6 4 \| 6 1 \| \| \| \| 3. \| \| Kim Ta-bin / Pak So-hjon Beatrice Gumulyová / Jessy Rompiesová \| 6 4 \| 1 6 \| 711 69 \| \| \| \| \| \| \| \| \| \| \| \| \| \| \| \| \| \| \| \| \| \| \| \| \| \| \| \| \| \| \| \| \| \| \| \| \| \| \| \| \| \| |             |                                                                |     |           |        |  |
| |             |                                                                | 1.  | 2.        | 3.     |  |
| 1. |             | Han Na-re Beatrice Gumulyová                                   | 6 0 | 6 3       |        |  |
| 2. |             | Čang Su-džong Aldila Sutjiadiová                               | 6 4 | 6 1       |        |  |
| 3. |             | Kim Ta-bin / Pak So-hjon Beatrice Gumulyová / Jessy Rompiesová | 6 4 | 1 6       | 711 69 |  |
| |             |                                                                |     |           |        |  |
| |             |                                                                |     |           |        |  |
| |             |                                                                |     |           |        |  |
| |             |                                                                |     |           |        |  |
| |             |                                                                |     |           |        |  |

#### Japonsko vs. Indonésie
| | Japonsko | 3 :                                                                   | 0   | Indonésie |    |  |
| --- | -------- | --------------------------------------------------------------------- | --- | --------- | -- |  |
| Megasaray Tennis Academy, Antalya, Turecko 13. dubna 2022 antuka |          |                                                                       |     |           |    |  |
| \| \| \| \| 1. \| 2. \| 3. \| \| \| -- \| \| --------------------------------------------------------------------- \| --- \| --- \| -- \| \| \| 1. \| \| Mojuka Učidžimová Fadona Titalyana Kusumawatiová \| 6 2 \| 6 0 \| \| \| \| 2. \| \| Mai Hontamová Aldila Sutjiadiová \| 6 2 \| 6 1 \| \| \| \| 3. \| \| Šúko Aojamová / Ena Šibaharaová Beatrice Gumulyová / Jessy Rompiesová \| 6 4 \| 6 2 \| \| \| \| \| \| \| \| \| \| \| \| \| \| \| \| \| \| \| \| \| \| \| \| \| \| \| \| \| \| \| \| \| \| \| \| \| \| \| \| \| \| \| |          |                                                                       |     |           |    |  |
| |          |                                                                       | 1.  | 2.        | 3. |  |
| 1. |          | Mojuka Učidžimová Fadona Titalyana Kusumawatiová                      | 6 2 | 6 0       |    |  |
| 2. |          | Mai Hontamová Aldila Sutjiadiová                                      | 6 2 | 6 1       |    |  |
| 3. |          | Šúko Aojamová / Ena Šibaharaová Beatrice Gumulyová / Jessy Rompiesová | 6 4 | 6 2       |    |  |
| |          |                                                                       |     |           |    |  |
| |          |                                                                       |     |           |    |  |
| |          |                                                                       |     |           |    |  |
| |          |                                                                       |     |           |    |  |
| |          |                                                                       |     |           |    |  |

#### Čína vs. Indie
| | Čína | 3 :                                                                  | 0   | Indie |    |  |
| --- | ---- | -------------------------------------------------------------------- | --- | ----- | -- |  |
| Megasaray Tennis Academy, Antalya, Turecko 13. dubna 2022 antuka |      |                                                                      |     |       |    |  |
| \| \| \| \| 1. \| 2. \| 3. \| \| \| -- \| \| -------------------------------------------------------------------- \| --- \| --- \| -- \| \| \| 1. \| \| Ču Lin Rija Bhatiová \| 6 1 \| 6 3 \| \| \| \| 2. \| \| Wang Čchiang Ankita Rainová \| 6 4 \| 6 2 \| \| \| \| 3. \| \| Sü I-fan / Jang Čao-süan Sowdžanja Bavisettiová / Rutudža Bhosaleová \| 7 5 \| 6 1 \| \| \| \| \| \| \| \| \| \| \| \| \| \| \| \| \| \| \| \| \| \| \| \| \| \| \| \| \| \| \| \| \| \| \| \| \| \| \| \| \| \| \| |      |                                                                      |     |       |    |  |
| |      |                                                                      | 1.  | 2.    | 3. |  |
| 1. |      | Ču Lin Rija Bhatiová                                                 | 6 1 | 6 3   |    |  |
| 2. |      | Wang Čchiang Ankita Rainová                                          | 6 4 | 6 2   |    |  |
| 3. |      | Sü I-fan / Jang Čao-süan Sowdžanja Bavisettiová / Rutudža Bhosaleová | 7 5 | 6 1   |    |  |
| |      |                                                                      |     |       |    |  |
| |      |                                                                      |     |       |    |  |
| |      |                                                                      |     |       |    |  |
| |      |                                                                      |     |       |    |  |
| |      |                                                                      |     |       |    |  |

#### Jižní Korea vs. Nový Zéland
| | Jižní Korea | 3 :                                                          | 0   | Nový Zéland |       |  |
| --- | ----------- | ------------------------------------------------------------ | --- | ----------- | ----- |  |
| Megasaray Tennis Academy, Antalya, Turecko 13. dubna 2022 antuka |             |                                                              |     |             |       |  |
| \| \| \| \| 1. \| 2. \| 3. \| \| \| -- \| \| ------------------------------------------------------------ \| --- \| --- \| ----- \| \| \| 1. \| \| Han Na-re Vivian Yangová \| 6 0 \| 6 2 \| \| \| \| 2. \| \| Čang Su-džong Valentina Ivanovová \| 6 3 \| 6 2 \| \| \| \| 3. \| \| Kim Ta-bin / Kim Na-ri Paige Houriganová / Erin Routliffeová \| 6 2 \| 2 6 \| 78 66 \| \| \| \| \| \| \| \| \| \| \| \| \| \| \| \| \| \| \| \| \| \| \| \| \| \| \| \| \| \| \| \| \| \| \| \| \| \| \| \| \| \| |             |                                                              |     |             |       |  |
| |             |                                                              | 1.  | 2.          | 3.    |  |
| 1. |             | Han Na-re Vivian Yangová                                     | 6 0 | 6 2         |       |  |
| 2. |             | Čang Su-džong Valentina Ivanovová                            | 6 3 | 6 2         |       |  |
| 3. |             | Kim Ta-bin / Kim Na-ri Paige Houriganová / Erin Routliffeová | 6 2 | 2 6         | 78 66 |  |
| |             |                                                              |     |             |       |  |
| |             |                                                              |     |             |       |  |
| |             |                                                              |     |             |       |  |
| |             |                                                              |     |             |       |  |
| |             |                                                              |     |             |       |  |

#### Japonsko vs. Nový Zéland
| | Japonsko | 3 :                                                                   | 0   | Nový Zéland |     |  |
| --- | -------- | --------------------------------------------------------------------- | --- | ----------- | --- |  |
| Megasaray Tennis Academy, Antalya, Turecko 14. dubna 2022 antuka |          |                                                                       |     |             |     |  |
| \| \| \| \| 1. \| 2. \| 3. \| \| \| -- \| \| --------------------------------------------------------------------- \| --- \| --- \| --- \| \| \| 1. \| \| Juki Naitóová Valentina Ivanovová \| 6 2 \| 6 1 \| \| \| \| 2. \| \| Mojuka Učidžimová Paige Houriganová \| 6 0 \| 6 1 \| \| \| \| 3. \| \| Šúko Aojamová / Ena Šibaharaová Paige Houriganová / Erin Routliffeová \| 6 3 \| 4 6 \| 6 2 \| \| \| \| \| \| \| \| \| \| \| \| \| \| \| \| \| \| \| \| \| \| \| \| \| \| \| \| \| \| \| \| \| \| \| \| \| \| \| \| \| \| |          |                                                                       |     |             |     |  |
| |          |                                                                       | 1.  | 2.          | 3.  |  |
| 1. |          | Juki Naitóová Valentina Ivanovová                                     | 6 2 | 6 1         |     |  |
| 2. |          | Mojuka Učidžimová Paige Houriganová                                   | 6 0 | 6 1         |     |  |
| 3. |          | Šúko Aojamová / Ena Šibaharaová Paige Houriganová / Erin Routliffeová | 6 3 | 4 6         | 6 2 |  |
| |          |                                                                       |     |             |     |  |
| |          |                                                                       |     |             |     |  |
| |          |                                                                       |     |             |     |  |
| |          |                                                                       |     |             |     |  |
| |          |                                                                       |     |             |     |  |

#### Čína vs. Jižní Korea
| | Čína | 2 :                                            | 1   | Jižní Korea |     |  |
| --- | ---- | ---------------------------------------------- | --- | ----------- | --- |  |
| Megasaray Tennis Academy, Antalya, Turecko 14. dubna 2022 antuka |      |                                                |     |             |     |  |
| \| \| \| \| 1. \| 2. \| 3. \| \| \| -- \| \| ---------------------------------------------- \| --- \| --- \| --- \| \| \| 1. \| \| Ču Lin Pak So-hjon \| 7 5 \| 6 3 \| \| \| \| 2. \| \| Wang Čchiang Han Na-re \| 6 2 \| 2 6 \| 5 7 \| \| \| 3. \| \| Sü I-fan / Jang Čao-süan Han Na-re / Kim Na-ri \| 6 3 \| 6 2 \| \| \| \| \| \| \| \| \| \| \| \| \| \| \| \| \| \| \| \| \| \| \| \| \| \| \| \| \| \| \| \| \| \| \| \| \| \| \| \| \| \| \| |      |                                                |     |             |     |  |
| |      |                                                | 1.  | 2.          | 3.  |  |
| 1. |      | Ču Lin Pak So-hjon                             | 7 5 | 6 3         |     |  |
| 2. |      | Wang Čchiang Han Na-re                         | 6 2 | 2 6         | 5 7 |  |
| 3. |      | Sü I-fan / Jang Čao-süan Han Na-re / Kim Na-ri | 6 3 | 6 2         |     |  |
| |      |                                                |     |             |     |  |
| |      |                                                |     |             |     |  |
| |      |                                                |     |             |     |  |
| |      |                                                |     |             |     |  |
| |      |                                                |     |             |     |  |

#### Indie vs. Indonésie
| | Indie | 2 :                                                                          | 1   | Indonésie |     |  |
| --- | ----- | ---------------------------------------------------------------------------- | --- | --------- | --- |  |
| Megasaray Tennis Academy, Antalya, Turecko 14. dubna 2022 antuka |       |                                                                              |     |           |     |  |
| \| \| \| \| 1. \| 2. \| 3. \| \| \| -- \| \| ---------------------------------------------------------------------------- \| --- \| ----- \| --- \| \| \| 1. \| \| Rutudža Bhosaleová Beatrice Gumulyová \| 6 4 \| 6 1 \| \| \| \| 2. \| \| Ankita Rainová Aldila Sutjiadiová \| 6 1 \| 6 2 \| \| \| \| 3. \| \| Sowdžanja Bavisettiová / Rija Bhatiová Jessy Rompiesová / Aldila Sutjiadiová \| 4 6 \| 79 67 \| 2 6 \| \| \| \| \| \| \| \| \| \| \| \| \| \| \| \| \| \| \| \| \| \| \| \| \| \| \| \| \| \| \| \| \| \| \| \| \| \| \| \| \| \| |       |                                                                              |     |           |     |  |
| |       |                                                                              | 1.  | 2.        | 3.  |  |
| 1. |       | Rutudža Bhosaleová Beatrice Gumulyová                                        | 6 4 | 6 1       |     |  |
| 2. |       | Ankita Rainová Aldila Sutjiadiová                                            | 6 1 | 6 2       |     |  |
| 3. |       | Sowdžanja Bavisettiová / Rija Bhatiová Jessy Rompiesová / Aldila Sutjiadiová | 4 6 | 79 67     | 2 6 |  |
| |       |                                                                              |     |           |     |  |
| |       |                                                                              |     |           |     |  |
| |       |                                                                              |     |           |     |  |
| |       |                                                                              |     |           |     |  |
| |       |                                                                              |     |           |     |  |

#### Japonsko vs. Jižní Korea
| | Japonsko | 2 :                                                   | 1   | Jižní Korea |     |  |
| --- | -------- | ----------------------------------------------------- | --- | ----------- | --- |  |
| Megasaray Tennis Academy, Antalya, Turecko 15. dubna 2022 antuka |          |                                                       |     |             |     |  |
| \| \| \| \| 1. \| 2. \| 3. \| \| \| -- \| \| ----------------------------------------------------- \| --- \| --- \| --- \| \| \| 1. \| \| Mojuka Učidžimová Pak So-hjon \| 6 1 \| 6 3 \| \| \| \| 2. \| \| Mai Hontamová Čang Su-džong \| 3 6 \| 2 6 \| \| \| \| 3. \| \| Šúko Aojamová / Ena Šibaharaová Han Na-re / Kim Na-ri \| 4 6 \| 6 2 \| 6 3 \| \| \| \| \| \| \| \| \| \| \| \| \| \| \| \| \| \| \| \| \| \| \| \| \| \| \| \| \| \| \| \| \| \| \| \| \| \| \| \| \| \| |          |                                                       |     |             |     |  |
| |          |                                                       | 1.  | 2.          | 3.  |  |
| 1. |          | Mojuka Učidžimová Pak So-hjon                         | 6 1 | 6 3         |     |  |
| 2. |          | Mai Hontamová Čang Su-džong                           | 3 6 | 2 6         |     |  |
| 3. |          | Šúko Aojamová / Ena Šibaharaová Han Na-re / Kim Na-ri | 4 6 | 6 2         | 6 3 |  |
| |          |                                                       |     |             |     |  |
| |          |                                                       |     |             |     |  |
| |          |                                                       |     |             |     |  |
| |          |                                                       |     |             |     |  |
| |          |                                                       |     |             |     |  |

#### Čína vs. Indonésie
| | Čína | 3 :                                                     | 0   | Indonésie |    |  |
| --- | ---- | ------------------------------------------------------- | --- | --------- | -- |  |
| Megasaray Tennis Academy, Antalya, Turecko 15. dubna 2022 antuka |      |                                                         |     |           |    |  |
| \| \| \| \| 1. \| 2. \| 3. \| \| \| -- \| \| ------------------------------------------------------- \| --- \| --- \| -- \| \| \| 1. \| \| Jüan Jüe Fadona Titalyana Kusumawatiová \| 6 1 \| 6 1 \| \| \| \| 2. \| \| Wang Čchiang Aldila Sutjiadiová \| 7 5 \| 6 1 \| \| \| \| 3. \| \| Jüan Jüe / Ču Lin Beatrice Gumulyová / Jessy Rompiesová \| 6 2 \| 6 4 \| \| \| \| \| \| \| \| \| \| \| \| \| \| \| \| \| \| \| \| \| \| \| \| \| \| \| \| \| \| \| \| \| \| \| \| \| \| \| \| \| \| \| |      |                                                         |     |           |    |  |
| |      |                                                         | 1.  | 2.        | 3. |  |
| 1. |      | Jüan Jüe Fadona Titalyana Kusumawatiová                 | 6 1 | 6 1       |    |  |
| 2. |      | Wang Čchiang Aldila Sutjiadiová                         | 7 5 | 6 1       |    |  |
| 3. |      | Jüan Jüe / Ču Lin Beatrice Gumulyová / Jessy Rompiesová | 6 2 | 6 4       |    |  |
| |      |                                                         |     |           |    |  |
| |      |                                                         |     |           |    |  |
| |      |                                                         |     |           |    |  |
| |      |                                                         |     |           |    |  |
| |      |                                                         |     |           |    |  |

#### Indie vs. Nový Zéland
| | Indie | 2 :                                                                          | 1   | Nový Zéland |    |  |
| --- | ----- | ---------------------------------------------------------------------------- | --- | ----------- | -- |  |
| Megasaray Tennis Academy, Antalya, Turecko 15. dubna 2022 antuka |       |                                                                              |     |             |    |  |
| \| \| \| \| 1. \| 2. \| 3. \| \| \| -- \| \| ---------------------------------------------------------------------------- \| --- \| ---- \| -- \| \| \| 1. \| \| Rutudža Bhosaleová Valentina Ivanovová \| 6 1 \| 7 63 \| \| \| \| 2. \| \| Ankita Rainová Paige Houriganová \| 7 5 \| 6 3 \| \| \| \| 3. \| \| Sowdžanja Bavisettiová / Rija Bhatiová Paige Houriganová / Erin Routliffeová \| 2 6 \| 0 6 \| \| \| \| \| \| \| \| \| \| \| \| \| \| \| \| \| \| \| \| \| \| \| \| \| \| \| \| \| \| \| \| \| \| \| \| \| \| \| \| \| \| \| |       |                                                                              |     |             |    |  |
| |       |                                                                              | 1.  | 2.          | 3. |  |
| 1. |       | Rutudža Bhosaleová Valentina Ivanovová                                       | 6 1 | 7 63        |    |  |
| 2. |       | Ankita Rainová Paige Houriganová                                             | 7 5 | 6 3         |    |  |
| 3. |       | Sowdžanja Bavisettiová / Rija Bhatiová Paige Houriganová / Erin Routliffeová | 2 6 | 0 6         |    |  |
| |       |                                                                              |     |             |    |  |
| |       |                                                                              |     |             |    |  |
| |       |                                                                              |     |             |    |  |
| |       |                                                                              |     |             |    |  |
| |       |                                                                              |     |             |    |  |

#### Japonsko vs. Čína
| | Japonsko | 2 :                                                      | 1    | Čína |    |  |
| --- | -------- | -------------------------------------------------------- | ---- | ---- | -- |  |
| Megasaray Tennis Academy, Antalya, Turecko 16. dubna 2022 antuka |          |                                                          |      |      |    |  |
| \| \| \| \| 1. \| 2. \| 3. \| \| \| -- \| \| -------------------------------------------------------- \| ---- \| ---- \| -- \| \| \| 1. \| \| Juki Naitóová Jüan Jüe \| 63 7 \| 65 7 \| \| \| \| 2. \| \| Mojuka Učidžimová Ču Lin \| 7 65 \| 6 1 \| \| \| \| 3. \| \| Šúko Aojamová / Ena Šibaharaová Sü I-fan / Jang Čao-süan \| 6 4 \| 6 3 \| \| \| \| \| \| \| \| \| \| \| \| \| \| \| \| \| \| \| \| \| \| \| \| \| \| \| \| \| \| \| \| \| \| \| \| \| \| \| \| \| \| \| |          |                                                          |      |      |    |  |
| |          |                                                          | 1.   | 2.   | 3. |  |
| 1. |          | Juki Naitóová Jüan Jüe                                   | 63 7 | 65 7 |    |  |
| 2. |          | Mojuka Učidžimová Ču Lin                                 | 7 65 | 6 1  |    |  |
| 3. |          | Šúko Aojamová / Ena Šibaharaová Sü I-fan / Jang Čao-süan | 6 4  | 6 3  |    |  |
| |          |                                                          |      |      |    |  |
| |          |                                                          |      |      |    |  |
| |          |                                                          |      |      |    |  |
| |          |                                                          |      |      |    |  |
| |          |                                                          |      |      |    |  |

#### Jižní Korea vs. Indie
| | Jižní Korea | 1 :                                                          | 2   | Indie |     |  |
| --- | ----------- | ------------------------------------------------------------ | --- | ----- | --- |  |
| Megasaray Tennis Academy, Antalya, Turecko 16. dubna 2022 antuka |             |                                                              |     |       |     |  |
| \| \| \| \| 1. \| 2. \| 3. \| \| \| -- \| \| ------------------------------------------------------------ \| --- \| --- \| --- \| \| \| 1. \| \| Kim Na-ri Rija Bhatiová \| 3 6 \| 6 2 \| 3 6 \| \| \| 2. \| \| Kim Ta-bin Ankita Rainová \| 2 6 \| 3 6 \| \| \| \| 3. \| \| Han Na-re / Kim Na-ri Sowdžanja Bavisettiová / Rija Bhatiová \| 6 1 \| 6 3 \| \| \| \| \| \| \| \| \| \| \| \| \| \| \| \| \| \| \| \| \| \| \| \| \| \| \| \| \| \| \| \| \| \| \| \| \| \| \| \| \| \| \| |             |                                                              |     |       |     |  |
| |             |                                                              | 1.  | 2.    | 3.  |  |
| 1. |             | Kim Na-ri Rija Bhatiová                                      | 3 6 | 6 2   | 3 6 |  |
| 2. |             | Kim Ta-bin Ankita Rainová                                    | 2 6 | 3 6   |     |  |
| 3. |             | Han Na-re / Kim Na-ri Sowdžanja Bavisettiová / Rija Bhatiová | 6 1 | 6 3   |     |  |
| |             |                                                              |     |       |     |  |
| |             |                                                              |     |       |     |  |
| |             |                                                              |     |       |     |  |
| |             |                                                              |     |       |     |  |
| |             |                                                              |     |       |     |  |

#### Indonésie vs. Nový Zéland
| | Indonésie | 1 :                                                                         | 2   | Nový Zéland |      |  |
| --- | --------- | --------------------------------------------------------------------------- | --- | ----------- | ---- |  |
| Megasaray Tennis Academy, Antalya, Turecko 16. dubna 2022 antuka |           |                                                                             |     |             |      |  |
| \| \| \| \| 1. \| 2. \| 3. \| \| \| -- \| \| --------------------------------------------------------------------------- \| --- \| --- \| ---- \| \| \| 1. \| \| Beatrice Gumulyová Vivian Yangová \| 5 7 \| 2 6 \| \| \| \| 2. \| \| Aldila Sutjiadiová Katherine Westburyová \| 6 1 \| 6 1 \| \| \| \| 3. \| \| Jessy Rompiesová / Aldila Sutjiadiová Paige Houriganová / Erin Routliffeová \| 3 6 \| 6 4 \| 63 7 \| \| \| \| \| \| \| \| \| \| \| \| \| \| \| \| \| \| \| \| \| \| \| \| \| \| \| \| \| \| \| \| \| \| \| \| \| \| \| \| \| \| |           |                                                                             |     |             |      |  |
| |           |                                                                             | 1.  | 2.          | 3.   |  |
| 1. |           | Beatrice Gumulyová Vivian Yangová                                           | 5 7 | 2 6         |      |  |
| 2. |           | Aldila Sutjiadiová Katherine Westburyová                                    | 6 1 | 6 1         |      |  |
| 3. |           | Jessy Rompiesová / Aldila Sutjiadiová Paige Houriganová / Erin Routliffeová | 3 6 | 6 4         | 63 7 |  |
| |           |                                                                             |     |             |      |  |
| |           |                                                                             |     |             |      |  |
| |           |                                                                             |     |             |      |  |
| |           |                                                                             |     |             |      |  |
| |           |                                                                             |     |             |      |  |

### Konečné pořadí
| Umístění        | Tým         |       |
| Postup/1. místo | Japonsko    |       |
| Postup/2. místo | Čína        |       |
| 3. místo        | Indie       | Indie |
| 4. místo        | Jižní Korea |       |
| Sestup/5. místo | Nový Zéland |       |
| Sestup/6. místo | Indonésie   |       |

Výsledek
- Čína a Japonsko postoupily do světové baráže 2022
- Indonésie a Nový Zéland sestoupily do 2. skupiny zóny Asie a Oceánie pro rok 2023.

## 2. skupina
- Místo konání: National Tennis Center, Kuala Lumpur, Malajsie (tvrdý)
- Místo konání: Centrální stadion Frunze, Dušanbe, Tádžikistán (tvrdý)
- Datum: 8.–13. srpna 2022 (Kuala Lumpur) / 22.–27. srpna 2022 (Dušanbe)
- Formát: Osmnáct týmů bylo rozděleno do dvou podskupin. V Kuala Lumpur se zformovaly dva pětičlenné základní bloky a v Dušanbe dva čtyřčlenné. V nich se hrálo systémem každý s každým. Družstva na prvních místech v blocích konkrétního dějiště pak nastoupila k barážovému utkání o postup do 1. skupiny asijsko-oceánské zóny pro rok 2023. Zbývající celky ze stejných příček základních bloků sehrála barážové zápasy o konečné umístění ve skupině. Z ročníku se odhlásily Irák (Kuala Lumpur) a Kambodža, Libanon, Macao a Omán (Dušanbe).[2]

### Nasazení
| Kuala Lumpur                                              | Kuala Lumpur      | Kuala Lumpur | Kuala Lumpur |
| Koš                                                       | tým               | ITF          | nas.         |
| --------------------------------------------------------- | ----------------- | ------------ | ------------ |
| 1                                                         | Tchaj-wan         | 58.          | 1.           |
| 1                                                         | Singapur          | 61.          | 2.           |
| 2                                                         | Thajsko           | 64.          | 3.           |
| 2                                                         | Hongkong          | 81.          | 4.           |
| 3                                                         | Malajsie          | 84.          | 5.           |
| 3                                                         | Írán              | 85.          | 6.           |
| 4                                                         | Pacifická Oceánie | 91.          | 7.           |
| 4                                                         | Vietnam           | 98.          | 8.           |
| 5                                                         | Laos              | —            | –            |
| 5                                                         | Maledivy          | —            | –            |
| ITF – žebříček ITF nasazení dle žebříčku z 19. dubna 2022 |                   |              |              |

| Dušanbe                                                   | Dušanbe      | Dušanbe | Dušanbe |
| Koš                                                       | tým          | ITF     | nas.    |
| --------------------------------------------------------- | ------------ | ------- | ------- |
| 1                                                         | Uzbekistán   | 57.     | 1.      |
| 1                                                         | Pákistán     | 63.     | 2.      |
| 2                                                         | Turkmenistán | 73.     | 3.      |
| 2                                                         | Srí Lanka    | 74.     | 4.      |
| 3                                                         | Guam         | 88.     | 5.      |
| 3                                                         | Mongolsko    | 93.     | 6.      |
| 4                                                         | Tádžikistán  | 99.     | 7.      |
| 4                                                         | Brunej       | —       | –       |
| ITF – žebříček ITF nasazení dle žebříčku z 19. dubna 2022 |              |         |         |

### Bloky
|    | Blok A (Kuala Lumpur) | HKG | TPE | VIE | IRI | LAO |
| 1. | Hongkong (4–0)        |     | 2–1 | 3–0 | 3–0 | 3–0 |
| 2. | Tchaj-wan (3–1)       | 1–2 |     | 2–1 | 3–0 | 3–0 |
| 3. | Vietnam (2–2)         | 0–3 | 1–2 |     | 2–1 | 3–0 |
| 4. | Írán (1–3)            | 0–3 | 0–3 | 1–2 |     | 3–0 |
| 5. | Laos (0–4)            | 0–3 | 0–3 | 0–3 | 0–3 |     |

|    | Blok B (Kuala Lumpur)'  | THA | OCE | MAS | SGP | MDV |
| 1. | Thajsko (4–0)           |     | 3–0 | 3–0 | 3–0 | 3–0 |
| 2. | Pacifická Oceánie (3–1) | 0–3 |     | 2–1 | 3–0 | 3–0 |
| 3. | Malajsie (2–2)          | 0–3 | 1–2 |     | 2–1 | 3–0 |
| 4. | Singapur (1–3)          | 0–3 | 0–3 | 1–2 |     | 3–0 |
| 5. | Maledivy (0–4)          | 0–3 | 0–3 | 0–3 | 0–3 |     |

|    | Blok A (Dušanbe) | UZB | SRI | GUM | BRU |
| 1. | Uzbekistán (3–0) |     | 2–1 | 3–0 | 3–0 |
| 2. | Srí Lanka (2–1)  | 1–2 |     | 3–0 | 3–0 |
| 3. | Guam (1–2)       | 0–3 | 0–3 |     | 3–0 |
| 4. | Brunej (0–3)     | 0–3 | 0–3 | 0–3 |     |

|    | Blok B (Dušanbe)   | MGL | PAK | TKM | TJK |
| 1. | Mongolsko (3–0)    |     | 3–0 | 3–0 | 3–0 |
| 2. | Pákistán (2–1)     | 0–3 |     | 2–1 | 3–0 |
| 3. | Turkmenistán (1–2) | 0–3 | 1–2 |     | 3–0 |
| 4. | Tádžikistán (0–3)  | 0–3 | 0–3 | 0–3 |     |

### Baráž

#### Zápas o postup: Hongkong vs. Thajsko
| | Hongkong | 0 :                                                                          | 2   | Thajsko |    |            |
| --- | -------- | ---------------------------------------------------------------------------- | --- | ------- | -- | ---------- |
| National Tennis Center, Kuala Lumpur, Malajsie 13. srpna 2022 tvrdý |          |                                                                              |     |         |    |            |
| \| \| \| \| 1. \| 2. \| 3. \| \| \| -- \| \| ---------------------------------------------------------------------------- \| --- \| --- \| -- \| ---------- \| \| 1. \| \| Wu Cho-čching Ančisa Čantaová \| 4 6 \| 1 6 \| \| \| \| 2. \| \| Eudice Chongová Patčarin Čeapčandejová \| 3 6 \| 2 6 \| \| \| \| 3. \| \| Eudice Chongová / Maggie Ngová Punnin Kovapituktedová / Lanlana Tararudeeová \| \| \| \| nehrálo se \| \| \| \| \| \| \| \| \| \| \| \| \| \| \| \| \| \| \| \| \| \| \| \| \| \| \| \| \| \| \| \| \| \| \| \| \| \| \| \| \| |          |                                                                              |     |         |    |            |
| |          |                                                                              | 1.  | 2.      | 3. |            |
| 1. |          | Wu Cho-čching Ančisa Čantaová                                                | 4 6 | 1 6     |    |            |
| 2. |          | Eudice Chongová Patčarin Čeapčandejová                                       | 3 6 | 2 6     |    |            |
| 3. |          | Eudice Chongová / Maggie Ngová Punnin Kovapituktedová / Lanlana Tararudeeová |     |         |    | nehrálo se |
| |          |                                                                              |     |         |    |            |
| |          |                                                                              |     |         |    |            |
| |          |                                                                              |     |         |    |            |
| |          |                                                                              |     |         |    |            |
| |          |                                                                              |     |         |    |            |

#### Zápas o postup: Uzbekistán vs. Mongolsko
| | Uzbekistán | 2 :                                                                                      | 1   | Mongolsko |    |  |
| --- | ---------- | ---------------------------------------------------------------------------------------- | --- | --------- | -- |  |
| Centrální stadion Frunze, Dušanbe, Tádžikistán 27. srpna 2022 tvrdý |            |                                                                                          |     |           |    |  |
| \| \| \| \| 1. \| 2. \| 3. \| \| \| -- \| \| ---------------------------------------------------------------------------------------- \| --- \| --- \| -- \| \| \| 1. \| \| Ominahon Valihanovová Martaa Čogsomjavová \| 5 7 \| 2 6 \| \| \| \| 2. \| \| Akgul Amanmuradovová Maralgoo Čogsomjavová \| 6 2 \| 6 1 \| \| \| \| 3. \| \| Akgul Amanmuradovová / Ominahon Valihanovová Maralgoo Čogsomjavová / Martaa Čogsomjavová \| 6 2 \| 6 3 \| \| \| \| \| \| \| \| \| \| \| \| \| \| \| \| \| \| \| \| \| \| \| \| \| \| \| \| \| \| \| \| \| \| \| \| \| \| \| \| \| \| \| |            |                                                                                          |     |           |    |  |
| |            |                                                                                          | 1.  | 2.        | 3. |  |
| 1. |            | Ominahon Valihanovová Martaa Čogsomjavová                                                | 5 7 | 2 6       |    |  |
| 2. |            | Akgul Amanmuradovová Maralgoo Čogsomjavová                                               | 6 2 | 6 1       |    |  |
| 3. |            | Akgul Amanmuradovová / Ominahon Valihanovová Maralgoo Čogsomjavová / Martaa Čogsomjavová | 6 2 | 6 3       |    |  |
| |            |                                                                                          |     |           |    |  |
| |            |                                                                                          |     |           |    |  |
| |            |                                                                                          |     |           |    |  |
| |            |                                                                                          |     |           |    |  |
| |            |                                                                                          |     |           |    |  |

#### Zápas o 3. místo: Tchaj-wan vs. Pacifická Oceánie
| | Tchaj-wan | 2 :                                                        | 1   | Pacifická Oceánie |     |       |
| --- | --------- | ---------------------------------------------------------- | --- | ----------------- | --- | ----- |
| National Tennis Center, Kuala Lumpur, Malajsie 13. srpna 2022 tvrdý |           |                                                            |     |                   |     |       |
| \| \| \| \| 1. \| 2. \| 3. \| \| \| -- \| \| ---------------------------------------------------------- \| --- \| ---- \| --- \| ----- \| \| 1. \| \| Lee Ja-sün Kalani Soliová \| 7 5 \| 3 0 \| \| skreč \| \| 2. \| \| Jang Ja-i Violet Apisahová \| 3 6 \| 67 9 \| \| \| \| 3. \| \| Sü Ťie-jü / Lee Pej-čchi Violet Apisahová / Kalani Soliová \| 5 7 \| 6 1 \| 6 4 \| \| \| \| \| \| \| \| \| \| \| \| \| \| \| \| \| \| \| \| \| \| \| \| \| \| \| \| \| \| \| \| \| \| \| \| \| \| \| \| \| \| |           |                                                            |     |                   |     |       |
| |           |                                                            | 1.  | 2.                | 3.  |       |
| 1. |           | Lee Ja-sün Kalani Soliová                                  | 7 5 | 3 0               |     | skreč |
| 2. |           | Jang Ja-i Violet Apisahová                                 | 3 6 | 67 9              |     |       |
| 3. |           | Sü Ťie-jü / Lee Pej-čchi Violet Apisahová / Kalani Soliová | 5 7 | 6 1               | 6 4 |       |
| |           |                                                            |     |                   |     |       |
| |           |                                                            |     |                   |     |       |
| |           |                                                            |     |                   |     |       |
| |           |                                                            |     |                   |     |       |
| |           |                                                            |     |                   |     |       |

#### Zápas o 3. místo: Srí Lanka vs. Pákistán
| | Srí Lanka | 3 :                                                                     | 0   | Pákistán |     |  |
| --- | --------- | ----------------------------------------------------------------------- | --- | -------- | --- |  |
| Centrální stadion Frunze, Dušanbe, Tádžikistán 26. srpna 2022 tvrdý |           |                                                                         |     |          |     |  |
| \| \| \| \| 1. \| 2. \| 3. \| \| \| -- \| \| ----------------------------------------------------------------------- \| --- \| --- \| --- \| \| \| 1. \| \| Anjalika Kurerová Ushna Suhailová \| 4 6 \| 6 3 \| 7 5 \| \| \| 2. \| \| Rukšika Widžesoorijová Sarah Mahboob Khanová \| 6 0 \| 6 1 \| \| \| \| 3. \| \| Hasali Gajabaová / Nejara Weerawansová Meheq Khokharová / Noor Maliková \| 6 1 \| 6 2 \| \| \| \| \| \| \| \| \| \| \| \| \| \| \| \| \| \| \| \| \| \| \| \| \| \| \| \| \| \| \| \| \| \| \| \| \| \| \| \| \| \| \| |           |                                                                         |     |          |     |  |
| |           |                                                                         | 1.  | 2.       | 3.  |  |
| 1. |           | Anjalika Kurerová Ushna Suhailová                                       | 4 6 | 6 3      | 7 5 |  |
| 2. |           | Rukšika Widžesoorijová Sarah Mahboob Khanová                            | 6 0 | 6 1      |     |  |
| 3. |           | Hasali Gajabaová / Nejara Weerawansová Meheq Khokharová / Noor Maliková | 6 1 | 6 2      |     |  |
| |           |                                                                         |     |          |     |  |
| |           |                                                                         |     |          |     |  |
| |           |                                                                         |     |          |     |  |
| |           |                                                                         |     |          |     |  |
| |           |                                                                         |     |          |     |  |

#### Zápas o 5. místo: Vietnam vs. Malajsie
| | Vietnam | 1 :                                                                        | 2   | Malajsie |    |  |
| --- | ------- | -------------------------------------------------------------------------- | --- | -------- | -- |  |
| National Tennis Center, Kuala Lumpur, Malajsie 13. srpna 2022 tvrdý |         |                                                                            |     |          |    |  |
| \| \| \| \| 1. \| 2. \| 3. \| \| \| -- \| \| -------------------------------------------------------------------------- \| --- \| --- \| -- \| \| \| 1. \| \| Sophia Huỳnh Trần Ngọc Nhi Lim Sze-xuan \| 2 6 \| 3 6 \| \| \| \| 2. \| \| Savanna Lý-Nguyễn Iman Syuhada Abdullah \| 6 1 \| 6 1 \| \| \| \| 3. \| \| Đào Minh Trang / Savanna Lý-Nguyễn Jawairiah Noordin / Hannah Seen Ean Yip \| 5 7 \| 3 6 \| \| \| \| \| \| \| \| \| \| \| \| \| \| \| \| \| \| \| \| \| \| \| \| \| \| \| \| \| \| \| \| \| \| \| \| \| \| \| \| \| \| \| |         |                                                                            |     |          |    |  |
| |         |                                                                            | 1.  | 2.       | 3. |  |
| 1. |         | Sophia Huỳnh Trần Ngọc Nhi Lim Sze-xuan                                    | 2 6 | 3 6      |    |  |
| 2. |         | Savanna Lý-Nguyễn Iman Syuhada Abdullah                                    | 6 1 | 6 1      |    |  |
| 3. |         | Đào Minh Trang / Savanna Lý-Nguyễn Jawairiah Noordin / Hannah Seen Ean Yip | 5 7 | 3 6      |    |  |
| |         |                                                                            |     |          |    |  |
| |         |                                                                            |     |          |    |  |
| |         |                                                                            |     |          |    |  |
| |         |                                                                            |     |          |    |  |
| |         |                                                                            |     |          |    |  |

#### Zápas o 5. místo: Guam vs. Turkmenistán
| | Guam | 2 :                                                                              | 1   | Turkmenistán |    |       |
| --- | ---- | -------------------------------------------------------------------------------- | --- | ------------ | -- | ----- |
| Centrální stadion Frunze, Dušanbe, Tádžikistán 26. srpna 2022 tvrdý |      |                                                                                  |     |              |    |       |
| \| \| \| \| 1. \| 2. \| 3. \| \| \| -- \| \| -------------------------------------------------------------------------------- \| --- \| --- \| -- \| ----- \| \| 1. \| \| Sydney Packbierová Ajša Bikbulatovová \| 3 6 \| 2 6 \| \| \| \| 2. \| \| Fremont Gibsonová Anastasija Azimbajevová \| 6 3 \| 1 0 \| \| skreč \| \| 3. \| \| Fremont Gibsonová / Sydney Packbierová Ajša Bikbulatovová / Meryem Muhammedovová \| 6 2 \| 6 4 \| \| \| \| \| \| \| \| \| \| \| \| \| \| \| \| \| \| \| \| \| \| \| \| \| \| \| \| \| \| \| \| \| \| \| \| \| \| \| \| \| \| \| |      |                                                                                  |     |              |    |       |
| |      |                                                                                  | 1.  | 2.           | 3. |       |
| 1. |      | Sydney Packbierová Ajša Bikbulatovová                                            | 3 6 | 2 6          |    |       |
| 2. |      | Fremont Gibsonová Anastasija Azimbajevová                                        | 6 3 | 1 0          |    | skreč |
| 3. |      | Fremont Gibsonová / Sydney Packbierová Ajša Bikbulatovová / Meryem Muhammedovová | 6 2 | 6 4          |    |       |
| |      |                                                                                  |     |              |    |       |
| |      |                                                                                  |     |              |    |       |
| |      |                                                                                  |     |              |    |       |
| |      |                                                                                  |     |              |    |       |
| |      |                                                                                  |     |              |    |       |

#### Zápas o 7. místo: Írán vs. Singapur
| | Írán | 0 :                                                                      | 2   | Singapur |    |            |
| --- | ---- | ------------------------------------------------------------------------ | --- | -------- | -- | ---------- |
| National Tennis Center, Kuala Lumpur, Malajsie 13. srpna 2022 tvrdý |      |                                                                          |     |          |    |            |
| \| \| \| \| 1. \| 2. \| 3. \| \| \| -- \| \| ------------------------------------------------------------------------ \| --- \| --- \| -- \| ---------- \| \| 1. \| \| Nili Atfiová Michelle Yeo \| 5 7 \| 4 6 \| \| \| \| 2. \| \| Mehraneh Zohourianová Sue Yan Tan \| 0 6 \| 0 6 \| \| \| \| 3. \| \| Nili Atfiová / Mehraneh Zohourianová Alexis Lara Chuová / Audrey Tongová \| \| \| \| nehrálo se \| \| \| \| \| \| \| \| \| \| \| \| \| \| \| \| \| \| \| \| \| \| \| \| \| \| \| \| \| \| \| \| \| \| \| \| \| \| \| \| \| |      |                                                                          |     |          |    |            |
| |      |                                                                          | 1.  | 2.       | 3. |            |
| 1. |      | Nili Atfiová Michelle Yeo                                                | 5 7 | 4 6      |    |            |
| 2. |      | Mehraneh Zohourianová Sue Yan Tan                                        | 0 6 | 0 6      |    |            |
| 3. |      | Nili Atfiová / Mehraneh Zohourianová Alexis Lara Chuová / Audrey Tongová |     |          |    | nehrálo se |
| |      |                                                                          |     |          |    |            |
| |      |                                                                          |     |          |    |            |
| |      |                                                                          |     |          |    |            |
| |      |                                                                          |     |          |    |            |
| |      |                                                                          |     |          |    |            |

#### Zápas o 7. místo: Brunej vs. Tádžikistán
| | Brunej | 1 :                                                                       | 2   | Tádžikistán |     |  |
| --- | ------ | ------------------------------------------------------------------------- | --- | ----------- | --- |  |
| Centrální stadion Frunze, Dušanbe, Tádžikistán 26. srpna 2022 tvrdý |        |                                                                           |     |             |     |  |
| \| \| \| \| 1. \| 2. \| 3. \| \| \| -- \| \| ------------------------------------------------------------------------- \| --- \| --- \| --- \| \| \| 1. \| \| Chong Ming-rui Sumaja Tuchtajevová \| 6 4 \| 3 6 \| 6 4 \| \| \| 2. \| \| Tan Jia-hui Anastasija Tursunovová \| 1 6 \| 0 6 \| \| \| \| 3. \| \| Chong Ming-rui / Tan Jia-hui Sumaja Tuchtajevová / Anastasija Tursunovová \| 2 6 \| 2 6 \| \| \| \| \| \| \| \| \| \| \| \| \| \| \| \| \| \| \| \| \| \| \| \| \| \| \| \| \| \| \| \| \| \| \| \| \| \| \| \| \| \| \| |        |                                                                           |     |             |     |  |
| |        |                                                                           | 1.  | 2.          | 3.  |  |
| 1. |        | Chong Ming-rui Sumaja Tuchtajevová                                        | 6 4 | 3 6         | 6 4 |  |
| 2. |        | Tan Jia-hui Anastasija Tursunovová                                        | 1 6 | 0 6         |     |  |
| 3. |        | Chong Ming-rui / Tan Jia-hui Sumaja Tuchtajevová / Anastasija Tursunovová | 2 6 | 2 6         |     |  |
| |        |                                                                           |     |             |     |  |
| |        |                                                                           |     |             |     |  |
| |        |                                                                           |     |             |     |  |
| |        |                                                                           |     |             |     |  |
| |        |                                                                           |     |             |     |  |

#### Zápas o 9. místo: Laos vs. Maledivy
| | Laos | 2 :                                                                                              | 1   | Maledivy |     |  |
| --- | ---- | ------------------------------------------------------------------------------------------------ | --- | -------- | --- |  |
| National Tennis Center, Kuala Lumpur, Malajsie 13. srpna 2022 tvrdý |      |                                                                                                  |     |          |     |  |
| \| \| \| \| 1. \| 2. \| 3. \| \| \| -- \| \| ------------------------------------------------------------------------------------------------ \| --- \| --- \| --- \| \| \| 1. \| \| Thirada Phommachacková Sarah Akramová \| 5 7 \| 6 3 \| 6 1 \| \| \| 2. \| \| Phonesamai Champamanivongová Aaara Aasaal Azimová \| 0 6 \| 0 6 \| \| \| \| 3. \| \| Phonesamai Champamanivongová / Thirada Phommachacková Aaara Aasaal Azimová / Nayara Usama Aliová \| 6 4 \| 6 1 \| \| \| \| \| \| \| \| \| \| \| \| \| \| \| \| \| \| \| \| \| \| \| \| \| \| \| \| \| \| \| \| \| \| \| \| \| \| \| \| \| \| \| |      |                                                                                                  |     |          |     |  |
| |      |                                                                                                  | 1.  | 2.       | 3.  |  |
| 1. |      | Thirada Phommachacková Sarah Akramová                                                            | 5 7 | 6 3      | 6 1 |  |
| 2. |      | Phonesamai Champamanivongová Aaara Aasaal Azimová                                                | 0 6 | 0 6      |     |  |
| 3. |      | Phonesamai Champamanivongová / Thirada Phommachacková Aaara Aasaal Azimová / Nayara Usama Aliová | 6 4 | 6 1      |     |  |
| |      |                                                                                                  |     |          |     |  |
| |      |                                                                                                  |     |          |     |  |
| |      |                                                                                                  |     |          |     |  |
| |      |                                                                                                  |     |          |     |  |
| |      |                                                                                                  |     |          |     |  |

### Konečné pořadí
| Umístění        | Tým               | Tým          | Tým |
| --------------- | ----------------- | ------------ | --- |
| Postup/1. místo | Thajsko           | Uzbekistán   |     |
| 2. místo        | Hongkong          | Mongolsko    |     |
| 3. místo        | Tchaj-wan         | Srí Lanka    |     |
| 4. místo        | Pacifická Oceánie | Pákistán     |     |
| 5. místo        | Malajsie          | Guam         |     |
| 6. místo        | Vietnam           | Turkmenistán |     |
| 7. místo        | Singapur          | Tádžikistán  |     |
| 8. místo        | Írán              | Brunej       |     |
| 9. místo        | Laos              | Laos         |     |
| 10. místo       | Maledivy          | Maledivy     |     |

Výsledek
- Thajsko a Uzbekistán postoupily do 1. skupiny zóny Asie a Oceánie pro rok 2023